# 이속시스
라틴어로 뜻이 '동일한 표면'인 이속시스 또는 이속시스속(학명: Isoxys)은 이매성 등갑을 가진 멸종한 절지동물의 한 속이다. 매우 다양한 종들로 구성되어 있으며 잘 헤엄치는 포식자였던 것으로 생각된다. 커다랗고 동그란 두 눈이 있으며 연한 해부조직의 특성을 가진 채로 가장 잘 보존되어 있다. 먹이를 움켜쥐는데 사용된 2개의 커다란 전방부속기도 있다.

## 생김새

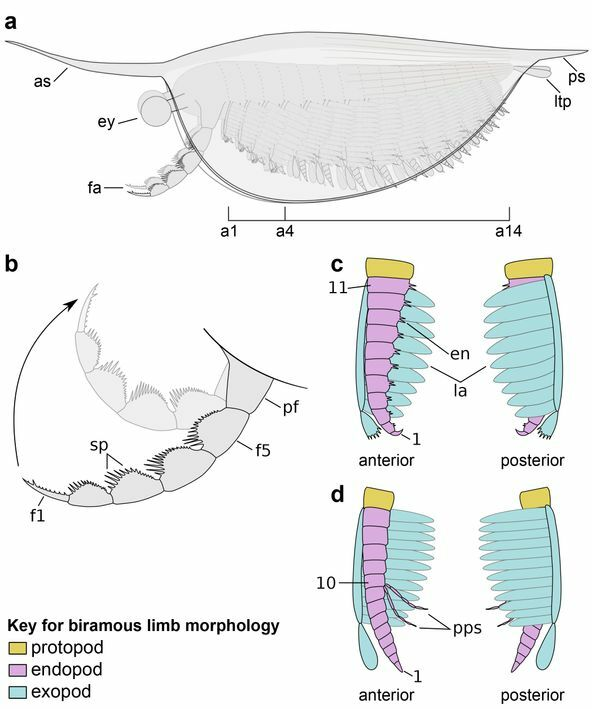
I. curvirostratus의 구조도. (a)는 전체적인 모습(측면도), (b)는 전방부속지, (c)와 (d)는 이분지를 보여준다. 그 중 (c)는 몸 앞부분의 다리 4쌍에서 볼 수 있는 모습을, (d)는 몸 뒷부분에 있는 나머지 다리에서 볼 수 있는 모습을 나타낸다.

이속시스속에 속하는 동물들은 반원에 가까운 이매성 등갑을 가졌으며 종에 따라 형태가 다양하다. 등갑의 앞과 뒷면에는 각각 앞뒤로 뻗어나온 가시가 달리며 일부 종에서는 이것이 크게 연장되어 있다. 이속시스의 갑각은 보통 가시까지 포함한다면 1.1~3.3cm 정도로 길고 어떤 종은 6cm를 넘어설 정도로 크다. 긴 가시가 달린 종들은 가시 길이까지 포함할 때에 일부는 그 길이가 10cm에 달하기도 한다. 갑각이 덮여있지 않은 부분의 각도는 수직에 가까우며 위에서 바라 볼 때에 그 측면이 협소해 보인다.
머리에는 크고 동그란 눈이 달린 육경 한 쌍이 달리며, 많은 수의 지절로 이루어진 위를 향한 전방부속지 한 쌍이 달린다. 전방부속지를 구성하는 대부분의 지절은 위를 향한 내돌기를 가지고 있는데 종마다 돌기의 위치와 갯수가 다양하다. 전방부속지의 마지막 지절은 끝이 휘어있는 발톱이다. 몸통은 체절화가 명확하지 않다. 몸통을 따라 이분지 여러 쌍이 나 있으며 종마다 갯수 차가 있다. 예를 들어 I. curvirostratus는 14마디인 반면 I. auritus는 11마디이다. I. curvirostratus의 경우, 속다리는 분명한 지절로 이뤄져 있다. 첫 이분지 네 쌍은 나머지 다리보다 더 짧다. 속다리는 잘 발달한 내돌기가 달리며 다리 끝에는 휘어진 집게발톱이 달린다. 이런 특성은 더욱 뒤쪽에 있는 이분지의 속다리에서는 드러나지 않는다. 겉다리는 두꺼운 노 모양의 아가미 지느러미이며, 이분지에서 수직으로 뻗어있다. 그린란드에서 발견된 I. volucris의 경우 센털이 달린 노 모양의 겉다리를 가지고 있다. 몸통 끝에는 꼬리마디 지느러미 한 쌍이 존재한다.

## 생태
이속시스속의 생물 종들은 활발한 유영성 포식자로 여겨지며, 전방부속지로 몸이 연한 먹잇감을 낚아채고 이분지로 먹이를 다듬었을 것이라 보고 있다. 이속시스의 다양한 종들은 저서유영에서 시작해 원양 유영종에 이르는 등 생태 지위의 다양면에서 우점했다. 이들의 수영은 다리의 규칙적인 움직임에 통달해 있는 듯하다. 다른 모식표본의 눈은 다른 빛 강도에 적응해 왔음을 보여준다.  I. auritus의 모식표본은 얕은 해수면 아래 140m 언저리의 물 속에서 살거나 얕은 물가에서 저녁 노을 즈음에 활동하는 종이었을 것으로 보는 반면, 또 다른 표본종의 경우 형태상 얕은 물에서 활동하는 주행성 동물이었을 것이다. 이속시스의 생물종들 중 길쭉한 등갑을 가진 종들은 많은 현생 무척추동물들이 그러한 것처럼 해류에서 수직운동을 하며 움직였을 것이다.I. minor의 모식표본들은 등갑 안쪽에 알을 붙여놓은 것이 발견되었으며 알집을 돌보는 것에 치중한 것으로 생각된다. 알집의 크기는 큰 편이고 암컷(추정) 개체에 따라 0.5mm 크기의 알이 대략 300개가 있다. 알을 품은 개체는 최대 크기의 절반 밖에 되지 않으며 이는 이속시스가 성적 성숙이 완료되어도 계속 성장할 수 있음을 알 수 있다.

## 계통분류

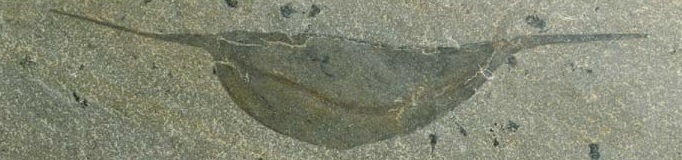
Isoxys longissimus의 모식표본

이속시스는 줄기군 절지동물 중에서도 가장 극초기인 것으로 생각되며, 라디오돈트목 동물 등의 좀 더 원시적인 줄기군 절지동물의 연하고 체절화가 부족하거나 없는 몸통의 외골격과 현생 절지동물의 단단해지고 관절화한 이분지성 다리를 지닌 몸통의 특징의 요소를 보여준다. 이속시스과 내에는 두 속 중 하나인 수루시카리스(Surusicaris)와 나란히 하고 있다.이매성 갑각을 두른 절지류인 투조이아(Tuzoia)와의 밀접성에 대한 가설은 예전에도 이들 갑각이 일부분에서 닮은 부분이 있다는 이유에서 시작한 것이었다. 그러나 투조이아의 잘 남아있는 연조직 발견에 대한 논문이 2022년에 발표되자 이들 간의 연관성에 대한 가설은 힘을 잃었다.

### 생물종
이속시스속 스무 종이 기술되어 있다. 이들은 세계 도처에 분포해 있으며 주로 캄브리아기의 먀오링세(Miaolingian) 내지 제2세(Series 2) 지층 연대가 걸쳐진 북미, 시베리아, 호주, 중국, 유럽에서 발견되고 있는 중이다.
- I. chilhoweanus Walcott, 1890 (모식종) 미국 테네시주, 캄브리아기 제2절
- I. acutangulus Walcott, 1908 캐나다 버지스 셰일 (캄브리아기 먀오링세), 중국 구이저우성 발랑 지층(Balang Formation) (제4절)
- I. auritus Jiang, 1982 중국 윈난성의 청쟝 생물군(Chengjiang Biota) (캄브리아기 제3절), 중국 발랑 지층 (캄브리아기 제4절)
- I. curvirostratus Vannier & Chen, 2000 중국 청쟝 생물군, 캄브리아기 제3절
- I. paradoxus Hou, 1987 중국 청쟝 생물군, 캄브리아기 제3절
- I. zhurensis Ivantsov, 1990 시베리아 신스크 지층(Sinsk Formation), 캄브리아기 제2세
- I. bispinatus Cui, 1991 중국 쓰촨성 쉐이진퉈 지층(Shuijintuo Formation), 캄브리아기 제2세
- I. glaessneri García−Bellido, Paterson, Edgecombe, Jago, Gehling & Lee, 2009 오스트레일리아 에뮤 베이 셰일, 캄브리아기 제4절
- I. communis Glaessner, 1979 오스트레일리아 에뮤 베이 셰일, 캄브리아기 제4절
- I.  guanduensis Wang et al., 2012 중국 윈난성 관산 생물군(Guanshan Biota), 캄브리아기 제4절
- I. minor Luo et al., 중국 윈난성 관산 생물군, 캄브리아기 제4절
- I. wudingensis Luo & Hu, 2006 중국 윈난성 관산 생물군, 캄브리아기 제4절
- I. globulus Liu et al., 2018 중국 구이저우성 발랑 지층, 캄브리아기 제4절
- I. jianheensis Liu et al., 2018 중국 구이저우성 발랑 지층, 캄브리아기 제4절
- I. volucris Williams, Siveter & Peel, 1996, 그린란드 시리우스 파세트(Sirius Passet), 캄브리아기 제3절
- I. mackenziensis Kimmig & Pratt 2015 캐나다 록슬라이드 지층(Rockslide Formation), 먀오링세
- I. longissimus Simonetta & Delle Cave, 1975 캐나다 버지스 셰일, 먀오링세
- I.  carbonelli Richter & Richter, 1927, 스페인 페드로체 지층(Pedroche Formation) 캄브리아기 제2세
- I. shandongensis Wang and Huang, 2010, 중국 산둥성 만터우 지층(Mantou), 먀오링세

이밖에도 지질연대로 먀오링세에 속하는 미국 유타주의 스펜스 셰일(Spence Shale)에서 나온 불분명종이 알려져 있으며, 같은 지질 시기에 속하는 중국 구이저우성 카이리 생물군(Kaili Biota)도 포함된다.

## 같이 보기
- 수루시카리스
- 버지스 셰일